# 水野真典
水野 真典（みずの まさのり、1991年11月2日 - ）は、日本の俳優。アメリカ合衆国・ニューヨーク出身。スターダストプロモーションに所属していた。

## 略歴
父親のニューヨーク勤務に伴い、ニューヨークにて出生。2才の時に帰国後、小学校4年生の時に再度、父親の赴任に伴いベルギーに居住し現地のインターナショナルスクールに通う。
桐蔭学園普通科クラーク記念国際高校卒。日本大学芸術学部卒業。2009年から2010年まで放送された『トミカヒーロー レスキューファイアー』航ジュン / ファイアー5 役で俳優デビュー。

## 出演

### テレビドラマ
- トミカヒーロー レスキューファイアー（2009年7月 - 2010年3月、テレビ東京） - 航ジュン / ファイアー5 役
- GOLD（2010年7月 - 9月、フジテレビ） - 丹羽勝 役
- 仮面ライダーフォーゼ（2011年9月、テレビ朝日） - 三浦俊也 役
- 明日をあきらめない…がれきの中の新聞社〜河北新報のいちばん長い日〜（2012年3月4日、テレビ東京） - 中島慶 役

### テレビ番組
- どうも!にほんご講座です。（2011年、NHK Eテレ）

### 映画
- 学校裏サイト（2009年）
- ハローグッバイ（2010年）[1]
- ほんとうにあった怖い話3D「シセン」（2010年10月16日）
- 仮面ライダーフォーゼ THE MOVIE みんなで宇宙キターッ!（2012年） - 三浦俊也 役（友情出演）

### CM
- ポカリスエット (2010年) ※香港での出演